# The Invincible Spirit

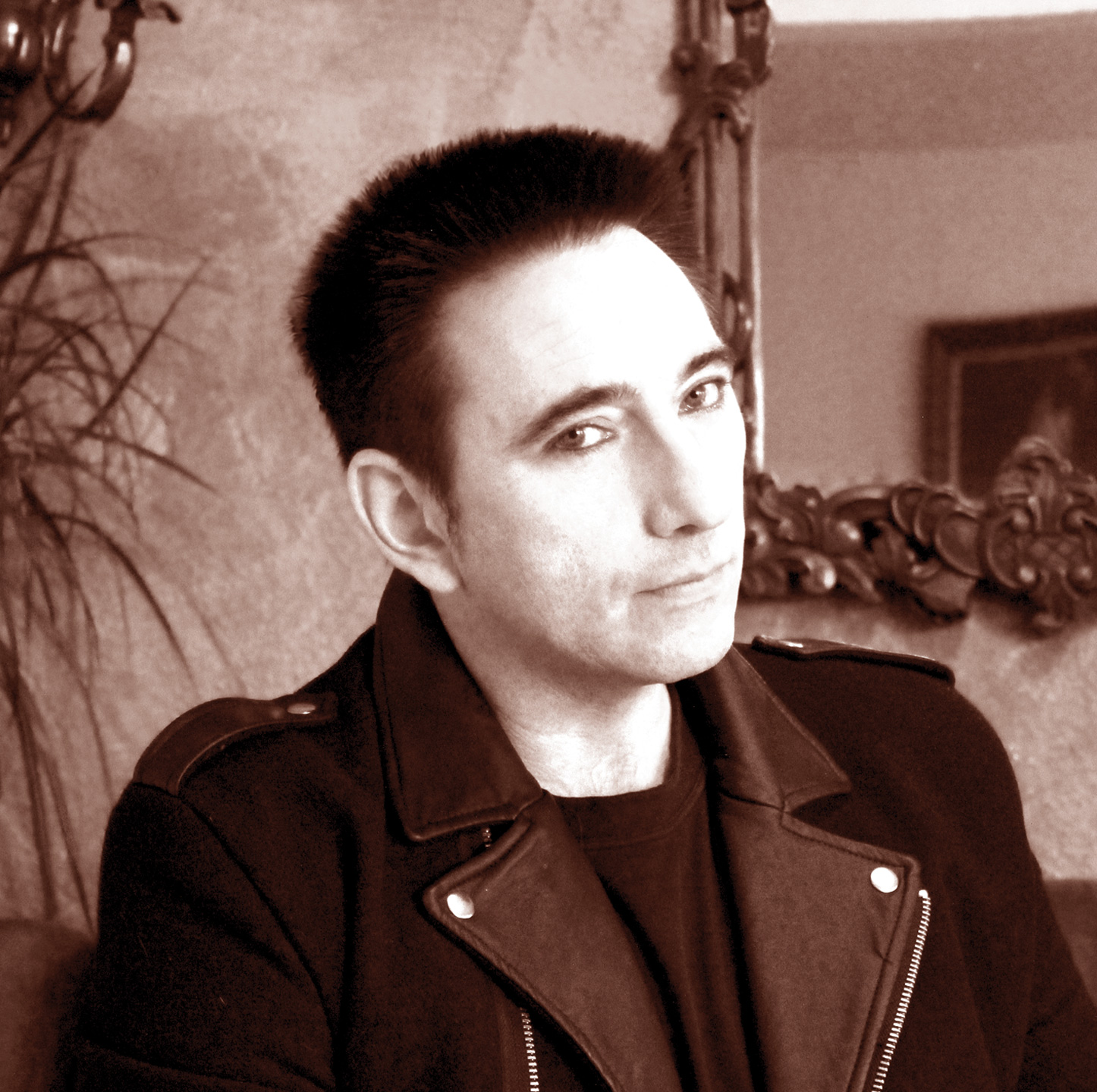
Thomas Lüdke (2015)

The Invincible Spirit ist ein deutsches Electro-Wave-Projekt. Vor allem mit dem Debütsong Push! hatte das Projekt einen großen Erfolg in der Schwarzen Szene Deutschlands.
Aktuell besteht die Band aus dem Bandgründer Thomas Lüdke und der Keyboarderin Anja V. Für Live Events werden verschiedene Gastmusiker engagiert.

## Geschichte

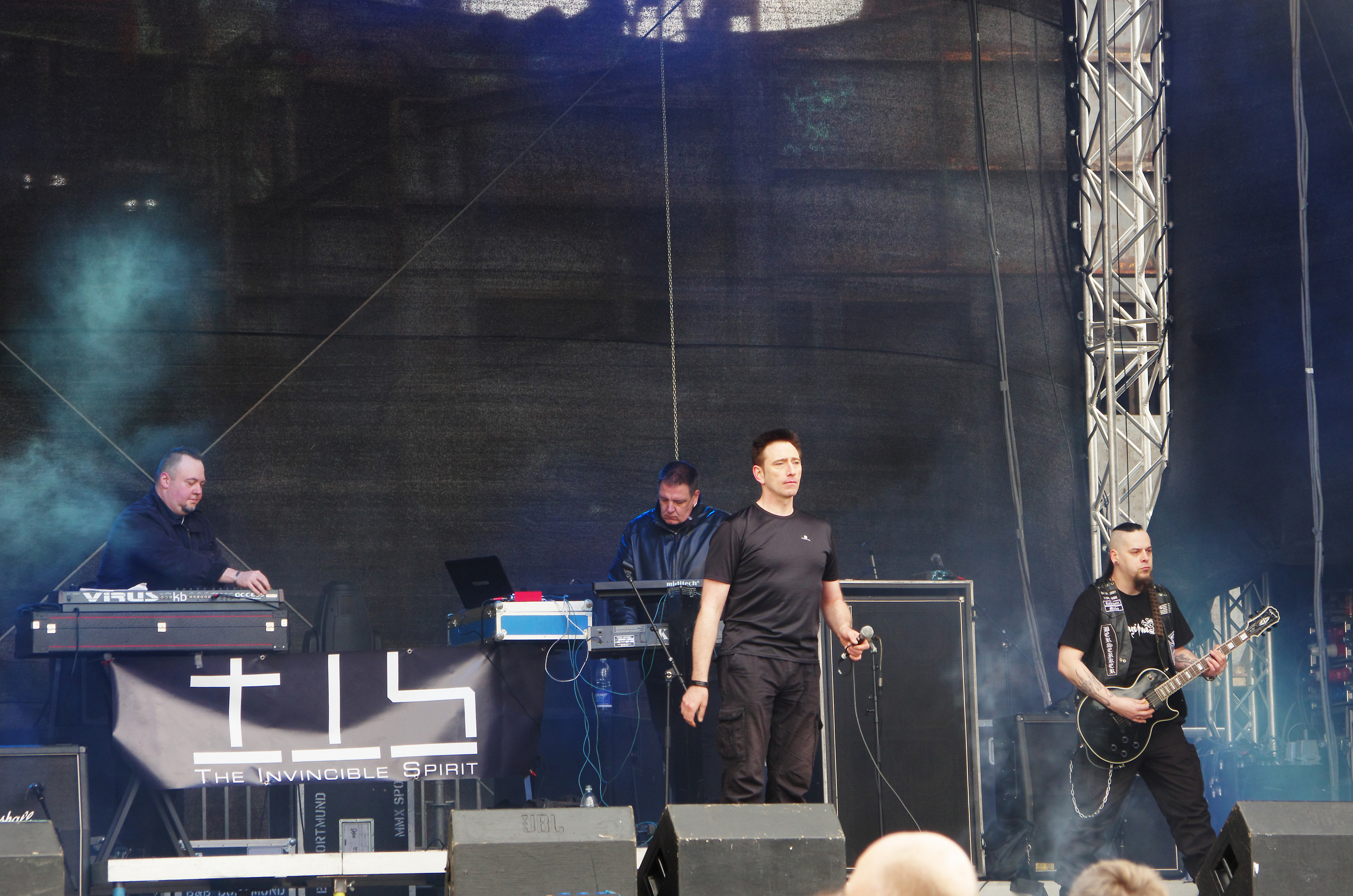
TIS bei Rock in den Ruinen 2013

The Invincible Spirit wurde 1986 als Solo-Projekt von Thomas Lüdke nach dessen Ausstieg aus seiner ersten Band Invisible Limits gestartet. Gemeinsam mit dieser Band erschienen 1985, bereits wenige Wochen nach der Gründung, die beiden von Lüdke geschriebenen Maxisingles Love Is A Kind Of Mystery and Devil Dance. Aufgrund von musikalischen Differenzen über die weitere Entwicklung des Projektes verließ Lüdke das Projekt und gründete sein neues Projekt, zuerst unter dem Namen The Invincible Limit und später als The Invincible Spirit.
Er produzierte den Song Push!, der 1986 als 12-Inch-Maxi unter dem Namen The Invincible Limit beim Label Last Chance Records erschien und, anknüpfend an die Hits der Vorgängerband, zum Szene-Hit wurde. Diesem folgten mehrere Auflagen des Songs als 7-Inch- und Maxi-CD mit einigen weiteren Songs bei Last Chance Records und ZYX Music. 1987 wurde das Debüt-Album Current News von ZYX Music unter dem endgültigen Bandnamen The Invincible Spirit veröffentlicht, das neben Push! acht weitere Songs der Band wie etwa Make A Device und Provoke You enthielt. Make A Device erschien nachfolgend als 7-Inch- und 12-Inch-Version.
1988 erschien die Maxisingle Contact sowie eine Neuaufnahme des Songs Devil Dance, den Lüdke bereits mit Invisible Limits erfolgreich veröffentlicht hatte. Für diese Neuauflage konnte er Philip Boa als Gitarristen gewinnen. Im Folgejahr erschien mit Aou/Lagartija Nick eine weitere Maxi-CD, die mit Lagartija Nick eine Cover-Version eines Songs der Band Bauhaus enthielt. 1990 erschien erst eine neue Maxi-Version des Hits Push!, dem mit The Rollercoaster Revolution das zweite Album des Projekts folgte, das jedoch nicht mehr an den Erfolg der ersten Aufnahmen anknüpfen konnte. 1991 folgten im eigenen Label Sevenstar Records, das Lüdke gemeinsam mit Thomas Hermann von No.Dance gegründet hatte, die Maxisingle Saveheads sowie die gleichnamige EP-CD.
1992 veröffentlichte das Projekt bei Last Chance Records ein Live-Album, das am 3. November 1990 im „Werkhof“ in Hagen-Hohenlimburg aufgenommen wurde und von dem in einer Limited Edition 3.000 Schallplatten aus farbigem Vinyl verkauft wurden. Im gleichen Jahr folgte mit Can Sex Be Sin? das dritte Album des Projekts. 1994 kam Showdown als Maxi-Version auf den Markt, danach verschwand das Projekt bis zum Jahr 2000 und der Veröffentlichung der EP Faster Life. In der Folge tourte die Band mit Psyche und The Fair Sex auf der Legends United Tour im Jahr 2002 und war 2003 live auf dem Wave-Gotik-Treffen in Leipzig zu sehen. 2004 erschien das Mini-Album The Invincible Sex gemeinsam mit The Fair Sex und 2005 veröffentlichte die Band Anthology mit Material aller Veröffentlichungen.

## Diskografie

### Alben
- 1987: Current News (ZYX, 1990 zusätzlich von Last Chance Records)
- 1990: The Rollercoaster Revolution (Last Chance Records)
- 1992: Live, Doppel-LP und CD (Last Chance Records)
- 1992: Can Sex Be Sin? (Century Media)
- 2004: Anthology (Endless Records)
- 2015: anyway (Invincible Spirit Media)

### Singles und EPs
- 1986: Push!, 12'' (als The Invincible Limit; Last Chance Records, weitere Auflage 1987 von ZYX)
- 1986: Locate a Stranger/Push!, 7'' (als The Invincible Limit; Last Chance Records, weitere Auflage 1987 von ZYX)
- 1987: Make a Device, 12'', 7'' und MCD (ZYX)
- 1988: Contact, 12'' und MCD (Last Chance Records, weitere Auflage 1992)
- 1988: Devil Dance, 12'' und MCD (Last Chance Records, weitere Auflage 1992)
- 1989: Aou/Lagartija Nick, 12'' und MCD (Last Chance Records, weitere Auflage 1989)
- 1990: Push!, MCD (Last Chance Records)
- 1992: Saveheads, 12'' (Sevenstar Records)
- 1992: Saveheads, EP (Sevenstar Records)
- 1992: Take as normal, 12'' (Last Chance Records)
- 1994: Showdown, 12'' (Roses Records)
- 2000: Faster Life, MCD
- 2004: The Invincible Sex (gemeinsam mit The Fair Sex)